# Liste von Reiterprozessionen

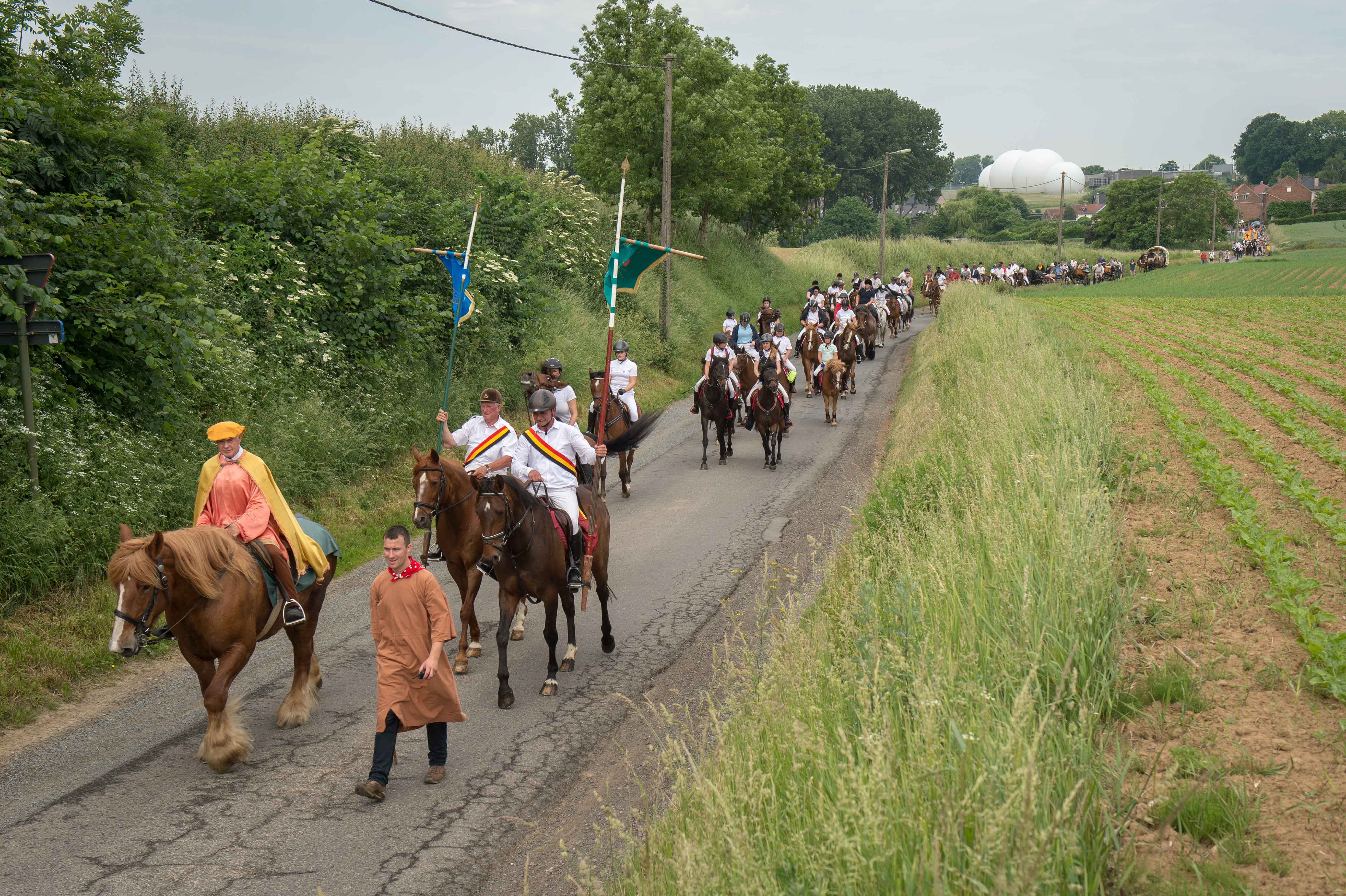
Pferdeprozession Kester: auf dem Weg nach Kester

Die Liste von Reiterprozessionen umfasst traditionelle katholische Prozessionen, bei denen Pferde geritten werden.
- Eulogiusritt, Aftholderberg
- Brixentaler Antlassritt, Tirol
- Colomansritt, Schwangau
- Gymnicher Ritt
- Blutritt in Weingarten
- Blutritt in Bad Wurzach
- Kötztinger Pfingstritt
- Leonhardifahrten und -ritte
- Osterreiten, der Lausitzer Sorben
- Georgiritte
- Wendelinusritt in Niedernzell